# Челкаковский сельсовет
Челкаковский сельсовет  — муниципальное образование в Бураевском районе Башкортостана.

## История
Согласно «Закону о границах, статусе и административных центрах муниципальных образований в Республике Башкортостан» имеет статус сельского поселения.

## Население
| 2002 | 2009  | 2010 | 2012 | 2013 | 2014 | 2015 |
| ---- | ----- | ---- | ---- | ---- | ---- | ---- |
| 1244 | ↘1118 | ↘992 | ↘965 | ↘948 | ↘913 | ↘863 |
| 2016 | 2017  |      |      |      |      |      |
| ↘843 | ↘800  |      |      |      |      |      |

## Состав сельского поселения
| № | Населённый пункт | Тип населённого пункта       | Население |
| - | ---------------- | ---------------------------- | --------- |
| 1 | Челкаково        | село, административный центр | ↘754      |
| 2 | Тугаряково       | деревня                      | ↗106      |
| 3 | Хазиево          | деревня                      | ↘66       |
| 4 | Новоалтыбаево    | деревня                      | ↘66       |